# Schamyl Bauman
Magnus Schamyl Bauman, född 4 december 1893 i Vimmerby, död 28 februari 1966 i Boo församling i Nacka, var en svensk regissör, manusförfattare, filmproducent och  filmklippare.

## Biografi

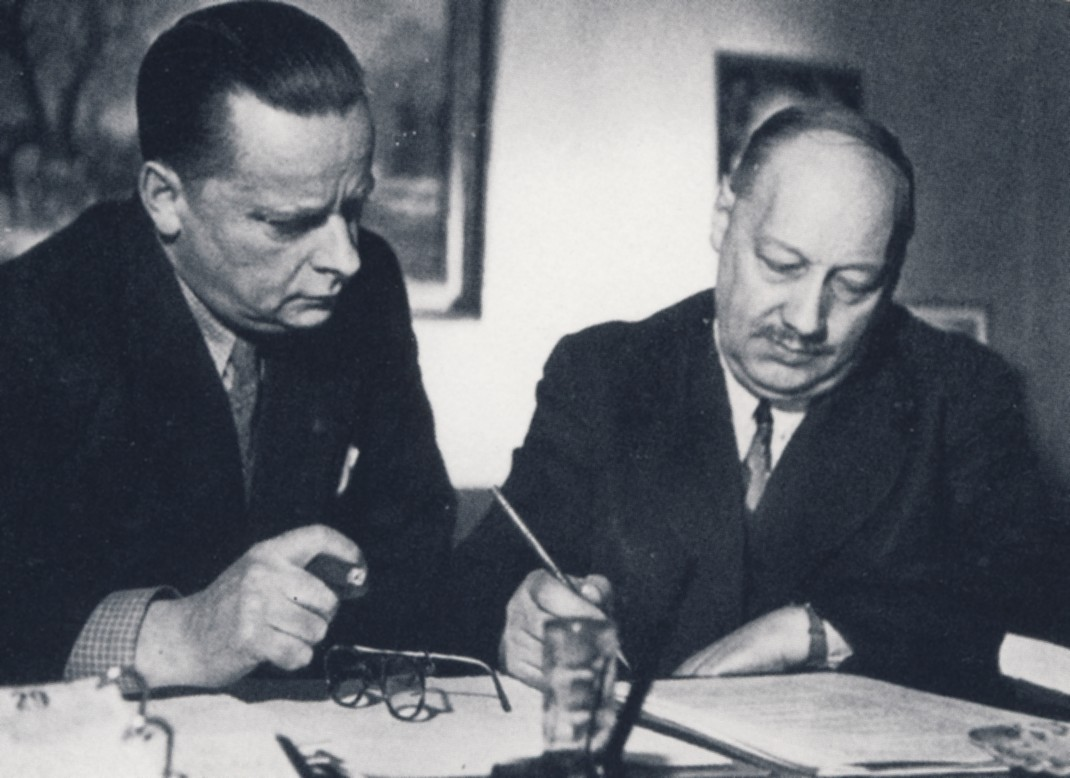
Schamyl Bauman till vänster, och Anders Sandrew 1939.

Efter studentexamen i Uppsala 1912 studerade Bauman juridik och moderna språk vid Uppsala universitet, där han bland annat även arbetade som biografmaskinist innan han fick anställning på reklamavdelning för ett filmbolag. År 1917 började han översätta texter till stumfilmer, vilket han gjorde fram till 1929. Han var 1929–1930 med att bilda Europafilm tillsammans med bröderna Scheutz. 
Bauman inledde 1939 ett producentsamarbete med filmproducenten Anders Sandrew och tillsammans startade de filmbolaget AB Sandrew-Bauman Film. Denna fusion upphörde 1958. År 1940 gjorde Bauman Swing it, magistern med Alice Babs.
Parallellt med arbetet i filmbranschen startade Bauman på 1940-talet restaurang Flustret vid Blasieholmshamnen och 1943 restaurangen Papegojan i hörnet av Vasagatan och Gamla brogatan. Verksamheten gick inte så bra och i slutet av 1947  låg båda restauranger ute till försäljning.
Istället satsade han helt på filmen och under åren 1945–1955 regisserade han sexton filmer, varav nio komedier med Sickan Carlsson och producerade fem, däribland Barnen från Frostmofjället. Hans sista film blev Mamma tar semester som kom ut 1957, då han helt lämnade filmen.
Schamyl Bauman var bror till musikern Erik Baumann. År 1935 gifte han sig med Wera Spjuth (1906–1961) och tillsammans fick de sonen Olle Bauman, som blev konstnär. Schamyl Bauman är begravd på Skogskyrkogården i Stockholm.

## Filmografi i urval

### Som regissör
| - 1957 – Mamma tar semester - 1955 – Den underbara lögnen - 1955 – Älskling på vågen - 1954 – Dans på rosor - 1952 – Klasskamrater - 1952 – En fästman i taget - 1951 – Puck heter jag - 1950 – Frökens första barn - 1950 – Min syster och jag - 1949 – Skolka skolan - 1948 – Robinson i Roslagen - 1947 – Maj på Malö - 1946 – Hotell Kåkbrinken - 1946 – Saltstänk och krutgubbar - 1945 – I Roslagens famn - 1945 – Flickorna i Småland - 1944 – Prins Gustaf - 1943 – I mörkaste Småland - 1942 – Rospiggar - 1942 – Vi hemslavinnor - 1941 – Magistrarna på sommarlov - 1941 – Spökreportern | - 1941 – Fröken Kyrkråtta - 1940 – Vi tre - 1940 – Swing it, magistern! - 1940 – Karl för sin hatt - 1940 – Än en gång Gösta Ekman - 1940 – Hjältar i gult och blått - 1939 – I dag börjar livet - 1939 – Hennes lilla Majestät - 1939 – Efterlyst - 1939 – Vi två - 1938 – Karriär - 1938 – Kamrater i vapenrocken - 1937 – Skicka hem nr. 7 - 1937 – Häxnatten - 1937 – Än leva de gamla gudar - 1936 – Raggen - det är jag det - 1935 – Larsson i andra giftet - 1934 – Kvinnorna kring Larsson - 1934 – Flickorna från Gamla Sta'n - 1933 – Hemliga Svensson - 1933 – Lördagskvällar - 1931 – Kärlek och landstorm |

### Som manusförfattare
| - 1957 – Mamma tar semester - 1955 – Älskling på vågen - 1954 – Dans på rosor - 1952 – Klasskamrater - 1951 – Puck heter jag - 1950 – Frökens första barn - 1948 – Robinson i Roslagen - 1947 – Lata Lena och blåögda Per - 1946 – Hotell Kåkbrinken - 1943 – I mörkaste Småland - 1942 – Vi hemslavinnor - 1940 – Swing it, magistern! - 1940 – Hjältar i gult och blått | - 1940 – Pas på Svinget i Solby - 1939 – I dag börjar livet - 1938 – Vi som går scenvägen - 1938 – Kamrater i vapenrocken - 1937 – Än leva de gamla gudar - 1936 – Familjen som var en karusell - 1934 – Kvinnorna kring Larsson - 1934 – Flickorna från Gamla Sta'n - 1933 – Fridolf i lejonkulan - 1933 – Hemliga Svensson - 1932 – Söderkåkar - 1931 – Kärlek och landstorm |

### Som producent
- 1957 – Mamma tar semester
- 1947 – Mästerdetektiven Blomkvist
- 1947 – Maj på Malö
- 1946 – Hotell Kåkbrinken
- 1945 – Barnen från Frostmofjället
- 1943 – Kajan går till sjöss
- 1942 – Vårat gäng

### Filmmusik
- 1952 – Klasskamrater